# Rhytidhysteron brasiliense
Rhytidhysteron brasiliense är en svampart som beskrevs av Speg. 1881. Rhytidhysteron brasiliense ingår i släktet Rhytidhysteron och familjen Patellariaceae.   Inga underarter finns listade i Catalogue of Life.